# Chaetozone pacifica
Chaetozone pacifica är en ringmaskart som beskrevs av McIntosh 1885. Chaetozone pacifica ingår i släktet Chaetozone och familjen Cirratulidae.
Artens utbredningsområde är havet kring Nya Zeeland. Inga underarter finns listade i Catalogue of Life.